# Squash na Igrzyskach Wspólnoty Narodów 2010
Squash na Igrzyskach Wspólnoty Narodów 2010, odbył się w dniach 4-13 października 2010 w Siri Fort Sports Complex w Nowym Delhi. Tabelę medalową wygrali zawodnicy reprezentujący Anglię, którzy sięgnęli po 2 złote i 3 srebrne medale.

## Medaliści
| Konkurencja             |                                             |                                             |                                            |
| ----------------------- | ------------------------------------------- | ------------------------------------------- | ------------------------------------------ |
| Gra pojedyncza mężczyzn | Nick Matthew                                | James Willstrop                             | Peter Barker                               |
| Gra pojedyncza kobiet   | Nicol David                                 | Jenny Duncalf                               | Kasey Brown                                |
| Gra podwójna mężczyzn   | Anglia · Nick Matthew · Adrian Grant        | Australia · Stewart Boswell · David Palmer  | Australia · Ryan Cuskelly · Cameron Pilley |
| Gra podwójna kobiet     | Nowa Zelandia · Jaclyn Hawkes · Joelle King | Anglia · Jenny Duncalf · Laura Massaro      | Australia · Kasey Brown · Donna Urquhart   |
| Miksty                  | Australia · Cameron Pilley · Kasey Brown    | Nowa Zelandia · Martin Knight · Joelle King | Malezja · Nicol David · Ong Beng Hee       |

## Tabela medalowa
| Poz.    | Państwo       |   |   |   | Łącznie |
| ------- | ------------- | - | - | - | ------- |
| 1       | Anglia        | 2 | 3 | 1 | 6       |
| 2       | Australia     | 1 | 1 | 3 | 5       |
| 3       | Nowa Zelandia | 1 | 1 | 0 | 2       |
| 4       | Malezja       | 1 | 0 | 1 | 2       |
| Łącznie | Łącznie       | 5 | 5 | 5 | 15      |